# Birmingham, Alabama
Birmingham je najveći grad američke savezne države Alabama. Grad ima 229.424 stanovnika (2006.), a s cijelim okolnim prstenom oko 1,2 milijuna stanovnika.
Birmingham je vodeće metalurško središte američkog juga, zbog nalazišta ugljena i željezne rude u okolici, a važan je centar i telekomunikacijskih djelatnosti. Ujedno je Birmingham i kulturno i prosvjetno središte, a ima i sveučilište, osnovano 1966. godine, te veliki medicinski centar.

## Povijest
Birmingham je osnovan 1. srpnja 1871. godine na križanju željezničkih pruga. Stvoren je planski nakon završetka Američkog građanskog rata s ciljem industrijalizacije američkog juga koji je u to doba bio slabije industrijski razvijen, a nedostatak industrije i prevlast poljoprivrede su bili jedan od uzroka građanskog rata. Nazvan je prema engleskom Birminghamu koji je također značajan industrijski centar. Grad je u početku bio trgovačka postaja, ali se zbog obližnjih nalazišta željezne rude ubrzo razvila metalurška industrija. Okolica Birminghama je jedino mjesto u svijetu gdje se na istom mjestu nalaze nalazišta ugljena, željezne rude i vapnenca. Razvoj grada je u početku bio spor zbog epidemije kolere i problema na burzi.
Grad se posebno brzo razvijao početkom 20. st. kad je nazvan "čarobnim gradom". Tada se ubrzano grade neboderi i nove poslovne zgrade. Grad je teško pogodila velika gospodarska kriza 1930-ih, ali se brzo oporavio tijekom gospodarskih mjera predsjednika Roosevelta. Industrija se posebno razvila tijekom 2. svj. rata kad su postojale velike ratne potrebe za čelikom.
Nakon rata jača pokret američkih crnaca (Afroamerikanaca) za veća prava i protiv rasne segregacije. Pokret vode Fred Shuttlesworth i Martin Luther King koji su jedno vrijeme djelovali u Birminghamu, te je grad postao centar afroameričkog pokreta. U novije vrijeme se smanjuje broj stanovnika u gradu, ali raste u manjim mjestima u okolici kamo se ljudi preseljavaju jer nude bolje uvjete za život od industrijskog grada.

## Zemljopis
Birmingham je smješten u središnjem dijelu Alabame, na južnom obodu gorja Appalachian koje se proteže preko istočnog dijela SAD-a i vrlo je bogato rudama. Grad se nalazi u dolini Jones Valley kroz koju teku manji vodotoci Village Creek i Valley Creek. Južno od grada je brdo Red Mountain. Nedaleko od grada su uzvišenja Sand Mountain i Ruffner Mountain.
Klima je vlažna suptropska. Ljeta su vruća, a zime blage i cijele godine ima dovoljno padalina. Grad se nalazi na prostoru kojeg često pogađa tornado. Birmingham se nalazi u središtu tzv. Aleje tornada(područja SAD-a koje najčešće pogađaju tornadi). Do grada povremeno dolaze i uragani iz Meksičkog zaljeva. Zimi se povremeno javlja oluja blizzard koja može donijeti sniježno nevrijeme.

## Gospodarstvo
Birmingham je tradicionalni centar metaloprerađivačke industrije. Ipak se u novije vrijeme razvijaju i druge grane gospodarstva. Značajan je razvoj biotehnologije i medicinskih istaživanja. Razvija se industrija bezalkoholnih pića (Pepsi, Coca-cola). Birmingham je i značajan bankarski centar.

## Znamenitosti
U centru Birminghama postoje brojne poslovne zgrade. Posebno je značajna koncentracija nebodera na križanju 1. avenije i 20. ulice koje je zbog toga nazvano "najtežim kutom svijeta". S obzirom na industrijsko značenje grada postoje značajni industrijski muzeji.  Barber Vintage Motorsports Museum ima najveću kolekciju motocikala na svijetu.
U Birminghamu se nalazi Kuća slavnih jazza (Alabama Jazz Hall of Fame), poseban muzej posvećen jazzu. Značajan je Vulcan Park u kojem se nalazi najveća skulptura od željeza na svijetu koja predstavlja rimskog boga vatre Vulkana.